# Shawiya
El shawiya, o també chaouïa (amazic: ⵜⴰⵛⴰⵡⵉⵜ, [θaʃawiθ], tacawit), és una llengua amaziga del grup de les llengües zenetes orientals parlada a Algèria pels chaouis. L'àrea principal de la llengua són les muntanyes d'Awras a Algèria occidental i les àrees del voltant, incloent Batna, Khenchela, Sétif, Oum El Bouaghi, Souk Ahras, Tébessa i la part nord de Biskra.

## Llengua
Els chaouis anomenen la seva llengua tacawit ([θʃawɪθ] o [hʃawɪθ]), que també és com es coneix l'amazic numidi. El seu nombre de parlants s'estima entre 1,4 i 3 milions.
És força habitual veure escrit el nom com chaouïa, per influència del francès d'Algèria. També s'escriu chaoui, shawia, tachawit, thachawith, tachaouith i thchèwith. En shawiya, el prefix /t/ - pronunciat [θ] en algun context fonètic - sovint és reduït a /h/, així que el nom nadiu sovint sona com hašawiθ.
Fins fa poc l'amazic shawiya era una llengua no escrita i poques vegades s'ensenyava a l'escola. Els chaouis, que eren predominantment rurals i aïllats, sovint canviaven a l'àrab algerià, al francès o fins i tot a l'anglès parlant de tecnologia no tradicional i preocupacions sociològiques. Recentment el shawiya i el cabil han començat a tenir certa presència als mitjans de comunicació (Chaîne 4) i als moviments polítics algerians i s'ha introduït el seu ensenyament en algunes escoles públiques. A la ràdio es difonen els poemes d'autors com Djroud, Aghilas Mazigh, Salah Bezzala, Adel Solatni, Djamel Samir Chemlal i Dhifallah Khalef.